# Ankhmare
Ankhmare là một vương tử, đồng thời là một wazir (tương đương chức tể tướng ở nền phong kiến Á Đông) dưới thời Vương triều thứ Tư của Ai Cập cổ đại.

## Thân thế
Theo những dòng văn tự khắc trên tường mastaba G 8460, nơi chôn cất của Ankhmare, ông được xác định là con của Pharaon Khafre, nhưng không rõ mẹ là ai. Ankhmare, cũng như những người anh em khác, được ban những danh hiệu mà các vương tử thời này thường có, như Đại vương tử, Trữ quân, Bá tước, Chánh thẩm phán kiêm Tể tướng, Người trông coi lễ nghi cho Phụ vương, Quản khố của Phụ vương - Đức vua Hạ Ai Cập (tạm dịch từ Eldest King's Son of His Body, Hereditary Prince, Count, Chief Justice and Vizier, Chief Eitualist of His Father, Treasurer of His Father - the King of Lower Egypt).

## Lăng mộ
Ankhmare là chủ nhân của mastaba G 8460, thuộc khu vực trung tâm của Quần thể kim tự tháp Giza (nằm ở phía đông của đường đắp cao nối Kim tự tháp Khafre và kéo dài đến Kim tự tháp Khentkaus I). Lăng mộ được đẽo hoàn toàn vào đá nguyên khối. Lối vào dẫn xuống một hành lang dốc, cũng được đẽo vào đá và có kích thước 4,7 × 0,7 m, dẫn đến một nhà nguyện. Ở khu vực phía sau có 3 trục hầm được đào sâu xuống nền.
- Trục số 1350 có kích thước 1,2 × 1,2 × 4,8 m, một hành lang dốc dẫn xuống phòng chôn cất ở phía tây. Phòng này chứa một bộ xương nằm rải rác trên nền cùng các mảnh gỗ mục nát. Việc khám nghiệm cho thấy rõ ràng có dấu chân của một người đàn ông và một cậu bé trên lớp bụi xung quanh thi thể, có lẽ là những tên trộm mộ thời cổ đại.[2]
- Trục số 1351 có kích thước 1,05 × 1,05 × 1,95 m là một hầm trống.
- Trục số 1352 có kích thước 1,18 × 1,25 × 4,8 m, cũng có hành lang dốc dẫn xuống phòng chôn cất ở phía tây. Trong phòng này có đặt quách bằng đá vôi trắng gần tường phía tây, nắp quách kê trên hai mảnh đá.

Một bức tượng đôi của Skhepsesnesut và vợ ông là Neferetus được tìm thấy ngay lối vào nhà nguyện. Tượng bằng đá vôi trắng, cả hai ngồi trên ghế, đầu của cả hai đều mất, phần tượng nữ hư hại nặng hơn tượng nam. Tên của cả hai vẫn còn đọc được, cùng với hai chức danh tạm dịch là "Vương thân, Thanh tra Tòa án" (của Skhepsesnesut) và "Vương thân, Nữ tư tế của Hathor" (của Neferetus). Có lẽ họ là hậu duệ của vương tử Ankhmare.